# Кумулятивно-осколковий снаряд

Кумулятивно-уламковий снаряд. 1 — корпус, 2 — обтічник, 3 — захист кумулятивної воронки, 4 — апаратура підривача, 5 — кумулятивна воронка, 6 — вибухова речовина, 7 — стабілізатори, 8 — ініціювальний заряд

Кумулятивно-осколковий снаряд — артилерійський снаряд основного призначення подвійної дії ураження, суміщає заряд кумулятивної дії та заряд осколково-фугасної дії.
Призначений для ураження всіх типів цілей, характерних для ствольної артилерії: ураження бронетехніки і живої сили противника, руйнування його укріплень. Входить до боєкомплекту сучасних танків, також використовується в САУ, реактивній артилерії, протитанкових ракетах і касетних боєприпасах.